# Baltasar de Zúñiga

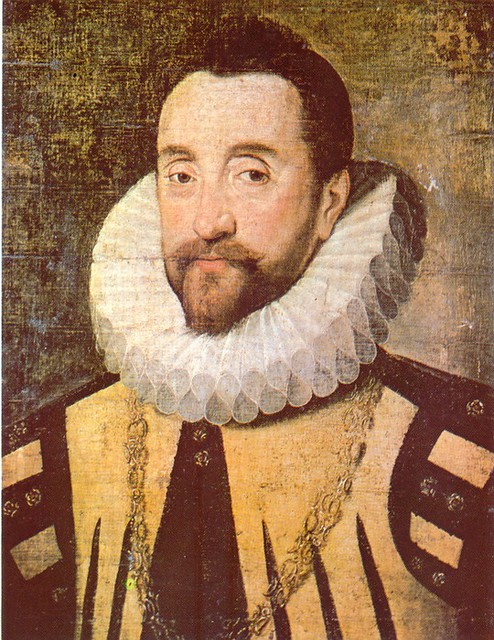
Porträt des Baltasar de ZúñigaIan

Baltasar de Zúñiga (* 1561; † 7. Oktober 1622 in Real Sitio de San Lorenzo de El Escorial) war ein spanischer Diplomat.

## Leben
Baltasar de Zúñiga war der Sohn des vierten Conde de Monterrey, Jerónimo de Acevedo y Zúñiga und Bruder des fünften Conde de Monterey Gaspar de Zúñiga Acevedo y Velasco, Vizekönig von Neuspanien und des Vizekönigreich Peru.
Er war ein Schwager von Enrique de Guzmán, zweiter Conde de Olivares ein Botschafter beim Heiligen Stuhl, als Sixtus V. auf diesem saß.
1588 nahm Baltasar de Zúñiga als Seefahrer und Militär an der Fahrt der bis damals unbesiegbaren Spanische Armada gegen England teil. Bei der Rückkehr brachte er einen Brief von Alonso Pérez de Guzmán vom 21. August 1588 an Philipp II. in dem erklärt wurde, dass die Armada untergegangen sei.
Anschließend wurde er nach Rom gesandt, um bei seinem Schwager Olivares Diplomatie zu lernen.
Von 1599 bis 1603 war er spanischer Botschafter bei Albrecht VII. von Habsburg und Isabella Clara Eugenia von Spanien in den spanischen Niederlanden in Brüssel und lernte dort auch Justus Lipsius kennen.
Von 1603 bis 1606 war er Botschafter bei Heinrich IV. in Paris.
Von 1608 bis 1617 war er Botschafter am Kaiserhof, weitgehend in Prag, zuerst bei Rudolf II. dann bei Matthias. Hier gehörte er zu den wenigen Verbündeten des Günstling-Ministers Melchior Khlesl. Der Conde de Uceda berief ihn nach Madrid auf den Posten eines Staatsrates, den er am 1. Juli 1617 einnahm. Er verließ Prag vor dem Ständeaufstand in Böhmen (1618).
Philipp III. ernannte ihn zum Comendador Mayor de León im Santiagoorden und am 22. April 1619 zum Tutor des Thronfolgers. Philipp IV. ernannte ihn aus Anerkennung dieser Leistung zum Vorsitzenden seines Staatsrates.